# Sieben Berge, Vorberge
Sieben Berge, Vorberge este o arie protejată (sit de importanță comunitară — SCI) din Germania întinsă pe o suprafață de 2.711 ha, integral pe uscat.

## Localizare
Centrul sitului Sieben Berge, Vorberge este situat la coordonatele 52°00′06″N 9°51′10″E / 52.0017°N 9.8528°E.

## Înființare
Situl Sieben Berge, Vorberge a fost declarat sit de importanță comunitară în iunie 2000 pentru a proteja 1 specie de plante și 1 specie de animale.

## Biodiversitate
Situată în ecoregiunea continentală, aria protejată conține 6 habitate naturale: Formațiuni de Juniperus communis pe lande sau pajiști calcaroase, Pajiști uscate seminaturale și facies de acoperire cu tufișuri pe substraturi calcaroase (Festuco-Brometalia) (* situri importante pentru orhidee), Fânețe de joasă altitudine (Alopecurus pratensis, Sanguisorba officinalis), Păduri de fag Asperulo-Fagetum, Păduri de fag din Europa Centrală dezvoltate pe sol calcaros cu Cephalanthero-Fagion, Păduri de stejar și carpen Galio-Carpinetum.
La baza desemnării sitului se află mai multe specii protejate:
- plante (1): papucul doamnei (Cypripedium calceolus)
- mamifere (1): liliac comun (Myotis myotis)

Pe lângă speciile protejate, pe teritoriul sitului au mai fost identificate 39 de specii de plante, 1 specie de mamifere, 1 specie de reptile.